# Vía Crucis de Robledo de Chavela
El Vía Crucis de Robledo de Chavela es un monumento, construido en 1770, que está formado un conjunto de catorce cruces de granito, de 2,15 m de altura, alineadas a lo largo de una longitud de 140 m, en las afueras del pueblo y que representan las distintas estaciones de penitencia.
El monumento finaliza en un calvario, de 3,30 m de altura, cuyas tres cruces se alzan sobre unas gradas en forma de pirámide, de 45 cm de altura. Las cruces laterales (las que representan a los ladrones), tienen forma de tau (letra t), mientras que la central, que representa la de Jesucristo, es latina.
Se encuentra situado al sur del municipio en la carretera en dirección a las Navas del Rey.
Sobre el mismo consta la leyenda de los subterráneos del Vía Crucis: según la antigua leyenda se cuenta que, bajo Robledo de Chavela se extiende una red de misteriosos túneles excavados desde los tiempos en los que, en el lugar que ocupa la actual Iglesia de la Asunción de Nuestra Señora, se elevaba el castillo del Señor de Robledo de Chavela, desde cuya torre, ocho soldados permanecían vigilantes durante toda la noche, en vela (de ahí la denominación de Chavela). Dicho Señor había mandado construir una larga red de túneles con mazmorras, que llegarían hasta el actual Vía Crucis del pueblo.
- Datos: Q6165253